# Virtus Pallacanestro Bologna 1936

## Roster
Virtus Bologna Sportiva
- Venzo Vannini (capitano)
- Galeazzo Dondi Dall'Orologio
- Gelsomino Girotti
- Giancarlo Marinelli
- Athos Paganelli
- Lino Rossetti
- Nunzio Stallone
- Napoleone Valvola

## Staff Tecnico
- Allenatore:  Vittorio Ugolini

## Risultati
- Divisione Nazionale: 1ª classificata girone B a 4 squadre (6-0); 2ª classificata girone finale a 4 squadre (4-2)